# Bad 25
A Bad 25 Michael Jackson amerikai énekes, zenész Bad című, 1987-ben megjelent stúdióalbumának 25. évfordulójára újra kiadott változata. A Bad 25 2012. szeptember 18-án jelenik meg, és az eredeti lemez mellett tartalmazni fog egy lemezt kiadatlan demófelvételekkel és remixekkel, valamint egy koncert CD-t és DVD-t, amit a Bad turné londoni, Wembley Stadion-beli koncertjén rögzítettek 1988. július 16-án, a Bad világturné keretein belül. Ezt a koncertet a rajongók Jackson egyik legjobb koncertjének tartják, és már többször kérték, hogy jelenjen meg DVD-n.
A Bad 25 Jackson második évfordulós kiadványa, az első a Thriller album megjelenése 25. évfordulójának tiszteletére 2008-ban kiadott Thriller 25. Ez Jackson tizedik albuma, amit a Sony és a Motown/Universal az énekes halála óta megjelentetett.

## Megjelenés és promóció
Az album megjelenését 2012 májusában jelentették be. Egyszerre több formátumban fog megjelenni:
- kétlemezes albumként – az eredeti album; bónusz CD kiadatlan dalokkal, valamint kiadott és kiadatlan dalok demóival és remixekkel; DVD a Wembley Stadium-beli koncerttel;
- box setként – a fent leírt kétlemezes album DVD-vel, valamint a DVD hanganyaga CD-n, és fényképes borítófüzet;
- az eredeti 1987-es bakelitlemez új kiadása (az eredetihez hasonlóan nem szerepel rajta a Leave Me Alone című dal, ami 1987-ben is csak a CD-változaton szerepelt).

A Pepsi az album reklámkampányának részeként egymilliárd doboz kólát ad ki Michael Jackson képével a Smooth Criminal videoklipjéből.

## Kislemezek
Az eredeti Bad album első kislemezdala, az I Just Can’t Stop Loving You jelent meg a Bad 25 első kislemezeként is, CD formátumban 2012. június 5-én, az amerikai Walmart üzlethálózat üzleteiben. A CD kislemezen bónuszként szerepel egy még 1986-ban készült demó, a Don’t Be Messin’ ‘Round. A kislemez digitális formátumban nem jelent meg; 7" változatán az eredeti B-oldalas dal, a Thriller albumon szereplő Baby Be Mine szerepel. A kislemez a Billboard Hot Singles Sales slágerlista első helyére került, az első héten 5000 példányban kelt el.

## Dallista
| 1.  | Bad                                                     | Michael Jackson              | 4:07 |
| 2.  | The Way You Make Me Feel                                | Michael Jackson              | 4:59 |
| 3.  | Speed Demon                                             | Michael Jackson              | 4:01 |
| 4.  | Liberian Girl                                           | Michael Jackson              | 3:53 |
| 5.  | Just Good Friends (featuring Stevie Wonder)             | Terry Britten, Graham Lyle   | 4:08 |
| 6.  | Another Part of Me                                      | Michael Jackson              | 3:54 |
| 7.  | Man in the Mirror                                       | Siedah Garrett, Glen Ballard | 5:19 |
| 8.  | I Just Can’t Stop Loving You (featuring Siedah Garrett) | Michael Jackson              | 4:25 |
| 9.  | Dirty Diana                                             | Michael Jackson              | 4:52 |
| 10. | Smooth Criminal                                         | Michael Jackson              | 4:19 |
| 11. | Leave Me Alone                                          | Michael Jackson              | 4:40 |

| 1.  | Don’t Be Messin’ ‘Round (demo)                                                                  | Michael Jackson                    | 4:19 |
| 2.  | I’m So Blue (demo)                                                                              | Michael Jackson                    | 4:07 |
| 3.  | Song Groove (A/K/A Abortion Papers) (demo)                                                      | Michael Jackson                    | 4:26 |
| 4.  | Free (demo)                                                                                     | Michael Jackson                    | 4:25 |
| 5.  | Price of Fame (demo)                                                                            | Michael Jackson                    | 4:33 |
| 6.  | Al Capone (demo, Smooth Criminal)                                                               | Michael Jackson                    | 3:34 |
| 7.  | Streetwalker (demo, The Way You Make Me Feel)                                                   | Michael Jackson                    | 5:54 |
| 8.  | Fly Away (demo)                                                                                 | Michael Jackson                    | 3:27 |
| 9.  | Todo mi amor eres tu (I Just Can’t Stop Loving You, Spanish Version) (Spanyol változat)         | Michael Jackson, Rubén Blades      | 4:10 |
| 10. | Je ne veux pas la fin de nous (I Just Can’t Stop Loving You, French Version) (Francia változat) | Michael Jackson, Christine Decroix | 4:04 |
| 11. | Bad (Remix by Afrojack feat. Pitbull, DJ Buddha Edit)                                           | Michael Jackson                    | 4:04 |
| 12. | Speed Demon (Remix by Nero)                                                                     | Michael Jackson                    | 4:10 |
| 13. | Bad (Afrojack Club Mix)                                                                         | Michael Jackson                    | 7:31 |

| 1.  | Wanna Be Startin’ Somethin’                          |  |
| 2.  | This Place Hotel                                     |  |
| 3.  | Another Part of Me                                   |  |
| 4.  | I Just Can’t Stop Loving You (duett Sheryl Crow-val) |  |
| 5.  | She’s Out of My Life                                 |  |
| 6.  | I Want You Back/The Love You Save                    |  |
| 7.  | I’ll Be There                                        |  |
| 8.  | Rock with You                                        |  |
| 9.  | Human Nature                                         |  |
| 10. | Smooth Criminal                                      |  |
| 11. | Dirty Diana                                          |  |
| 12. | Thriller                                             |  |
| 13. | "Bad Groove" Interlude                               |  |
| 14. | Workin’ Day and Night                                |  |
| 15. | Beat It                                              |  |
| 16. | Billie Jean                                          |  |
| 17. | Bad                                                  |  |
| 18. | The Way You Make Me Feel                             |  |
| 19. | Man in the Mirror                                    |  |